# Культура Латвії

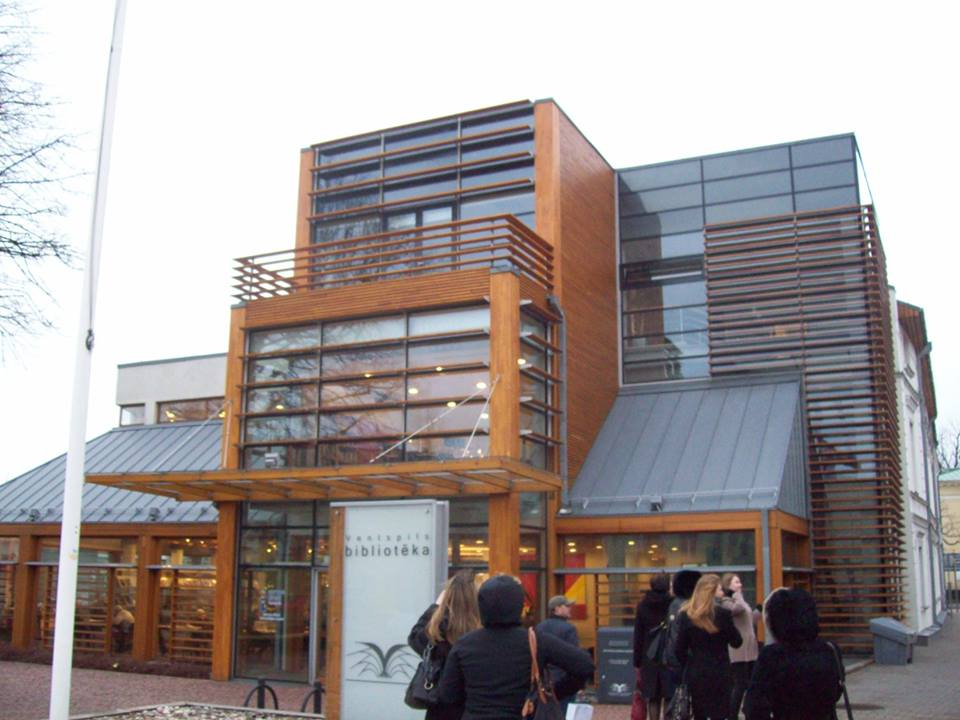
Головна бібліотека м. Вентспілс. Латвія

Латвійська культура поєднує у собі традиційну латиську і лівонську спадщину. Існує Культурний канон Латвії — це колекція найбільш видатних творів мистецтва та культури Латвії. Він включає роботи в семи галузях культури: архітектурі та дизайні, кіно, літературі, музиці, виконавському мистецтві, народних традиціях, образотворчому мистецтві. Канон Міністерства культури Латвії включає 99 культурних цінностей Латвії (станом на 2013 рік).

## Регіони
Латвія ділиться на ряд культурно-історичних регіонів:
- Курляндія (Курземе),
- Латгалія (Латгале),
- Ліфляндія (Відземе),
- Семигалія (Земгале).

У складі Семигалії інколи виділяють окремий регіон, що не зазначений у Конституції країни — Селія/Селонія (Аугземе).

## Латиська література

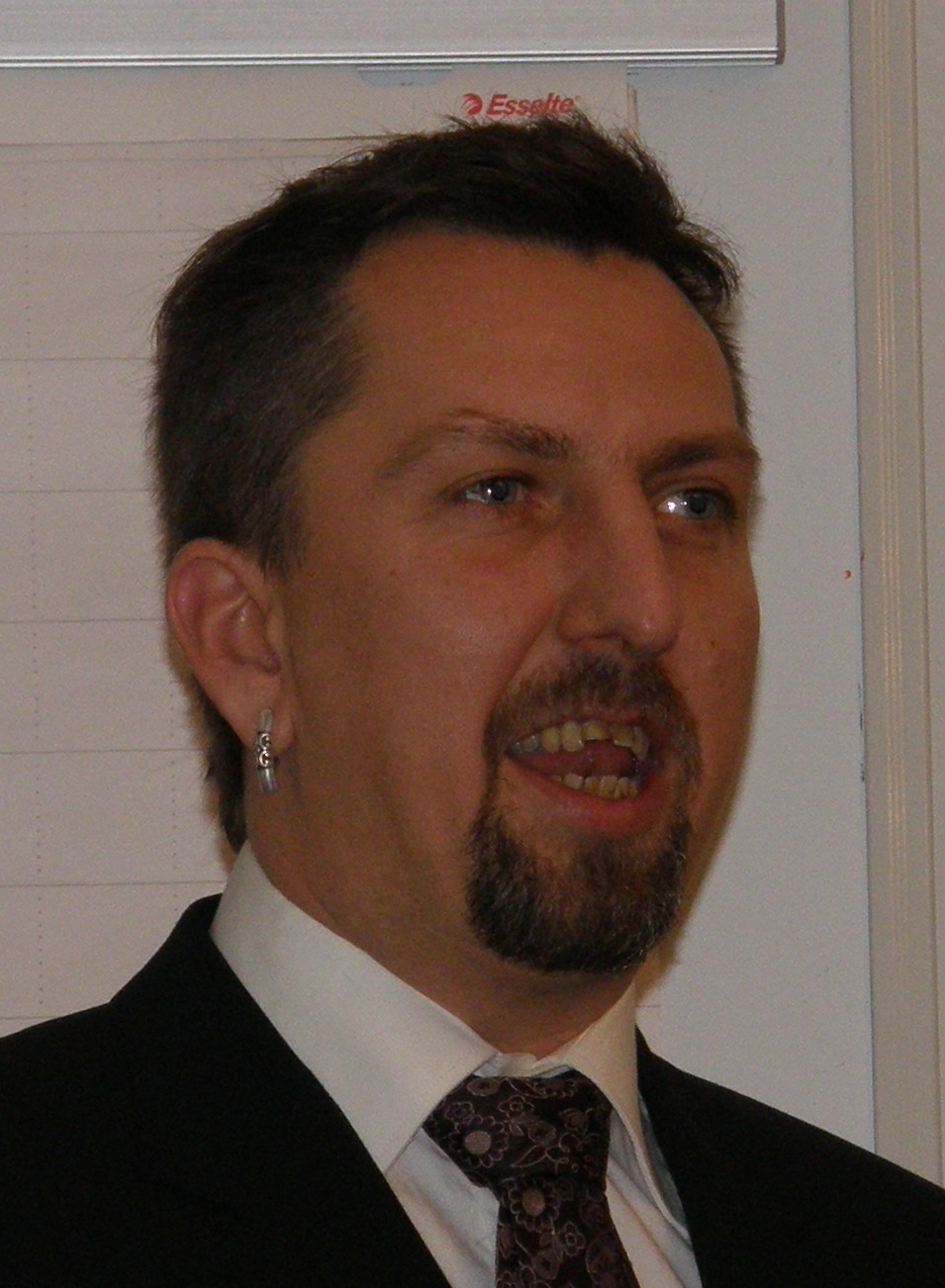
Валт Ернштрейт

Основна стаття: Латиська література
Латиська література — література латишів, створена здебільшого латиською та латгальською мовами. До виникнення письмової латиської мови, традиції передавалися в народних піснях, які до сих пір збереглися. Латиська література, можна сказати, дійсно почала існувати лише в ХІХ столітті, з першою збіркою національної писемної поезії Юріса Алунанса «Пісеньки» (1856).  На початку ХХ століття, в основному завдяки численним німецьким і російським зв'язкам, в латиській літературі було багато різноманітних літературних напрямів: символізм, декаданс, і політичних — соціалізм, марксизм.  Сучасна латиська література зосереджена на всебічному відображенні дійсності. Велика увага приділяється розкриттю внутрішнього світу людини, аналізу гострих життєвих конфліктів. Новий імпульс для розвитку отримала поезія.

### Латвійські поети

Зента Мауріня

- Юріс Алунанс
- Аспазія
- Аусекліс (поет)
- Інґмара Балоде
- Андрейс Балодіс
- Пауліне Барда
- Юріс Барс
- Візма Белшевіца
- Улдіс Берзіньш
- Рудольф Блауманіс
- Юлій Ванаг
- Андріс Веян
- Арвідс Ґріґуліс
- Каспар Дімітерс
- Валт Ернштрейт
- З латвійського берега
- Карліс Заріньш
- Імант Зієдоніс
- Яніс Клидзейс
- Люція Гарута
- Яніс Петерс
- Андрейс Пумпурс
- Райніс
- Карліс Сталте
- Маріс Чайклайс
- Александрс Чакс

### Латвійські письменники

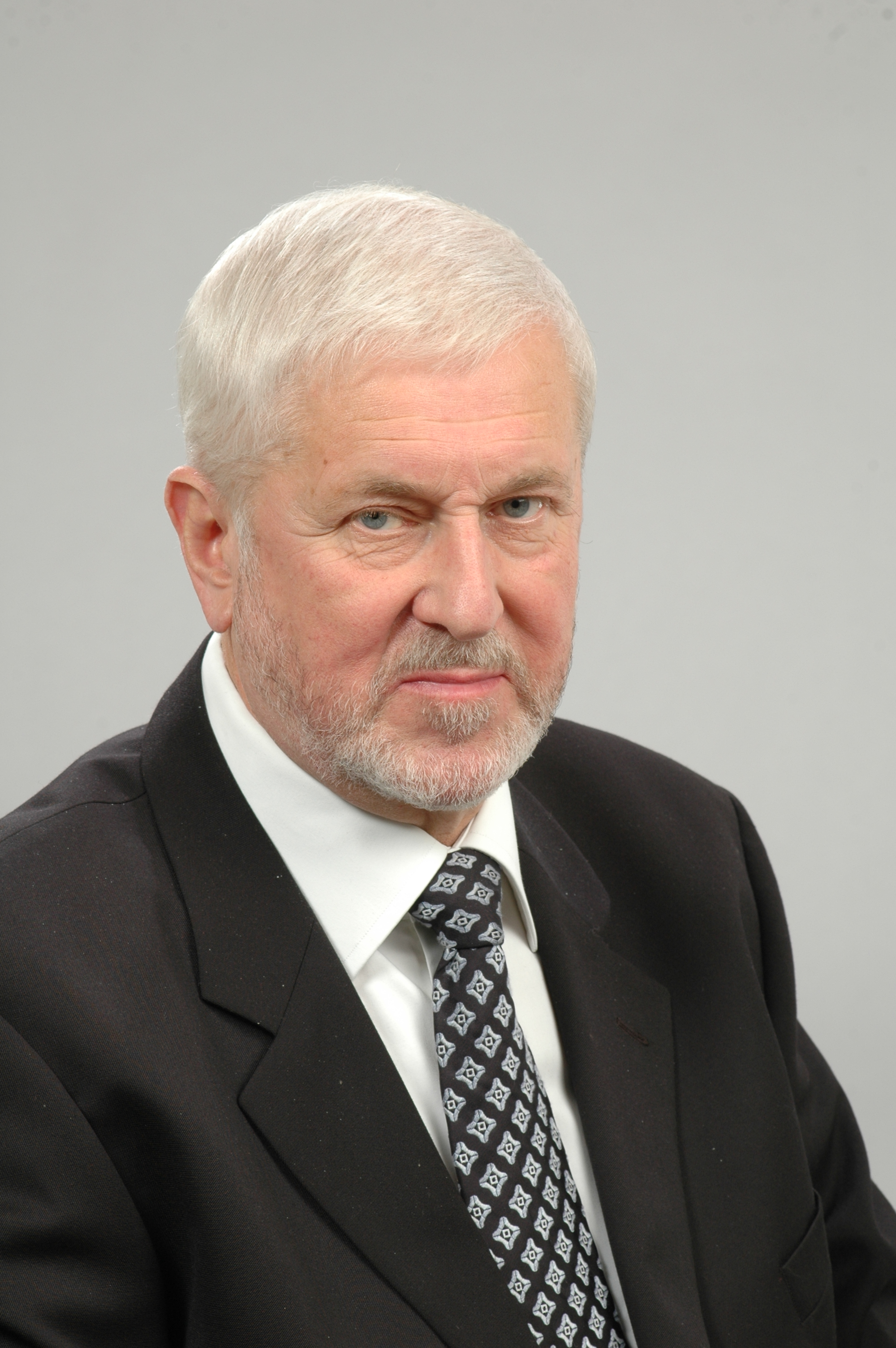
Паулс Путніньш

- Александрс Ґрінс
- Анна Брігадере
- Апсішу Екабс
- Інґмара Балоде
- Юріс Барс
- Візма Белшевіца
- Мірдза Бендрупе
- Ґунтіс Береліс
- Ауґустс Бєрце
- Ернестс Бірзніекс-Упітіс
- Рудольф Блауманіс
- Анна Броделе
- Юлій Ванаг
- Ояр Вацієтіс
- Андріс Веян
- Віліс Олавс
- Август Деґлавс
- Бернгардс Дірікіс
- Едвартс Вірза
- Ернест Бланк
- Зента Мауріня
- Імант Зієдоніс

- Паулс ПутніньшКаудзіте
- Яніс Клидзейс
- Марина Костенецка
- Кріш'янис Баронс
- Крішьяніс Вальдемарс
- Атіс Кронвальдс
- Лаймоніс Вацземнієкс
- Еґонс Лівс
- Лієлайс Артур Карлович
- Маргарита Старасте
- Петир Прінц
- Ґунарс Пріеде
- Андрейс Пумпурс
- Паулс Путніньш
- Радзінь Петро Карлович
- Райніс
- Нікодемс Ранцанс
- Мікеліс Рубеніс
- Карліс Сталте
- Яніс Судрабкалнс
- Юрс Цибульс
- Яніс Принцис Старший

## Архітектура
Основна стаття: Архітектура Латвії.

Протягом восьми століть у Латвії панували різні архітектурні стилі, і в результаті архітектура Латвії пройшла шлях від дерев'яних селянських дворів до Латвійської національної бібліотеки або Замку світла, від готики до модерну.

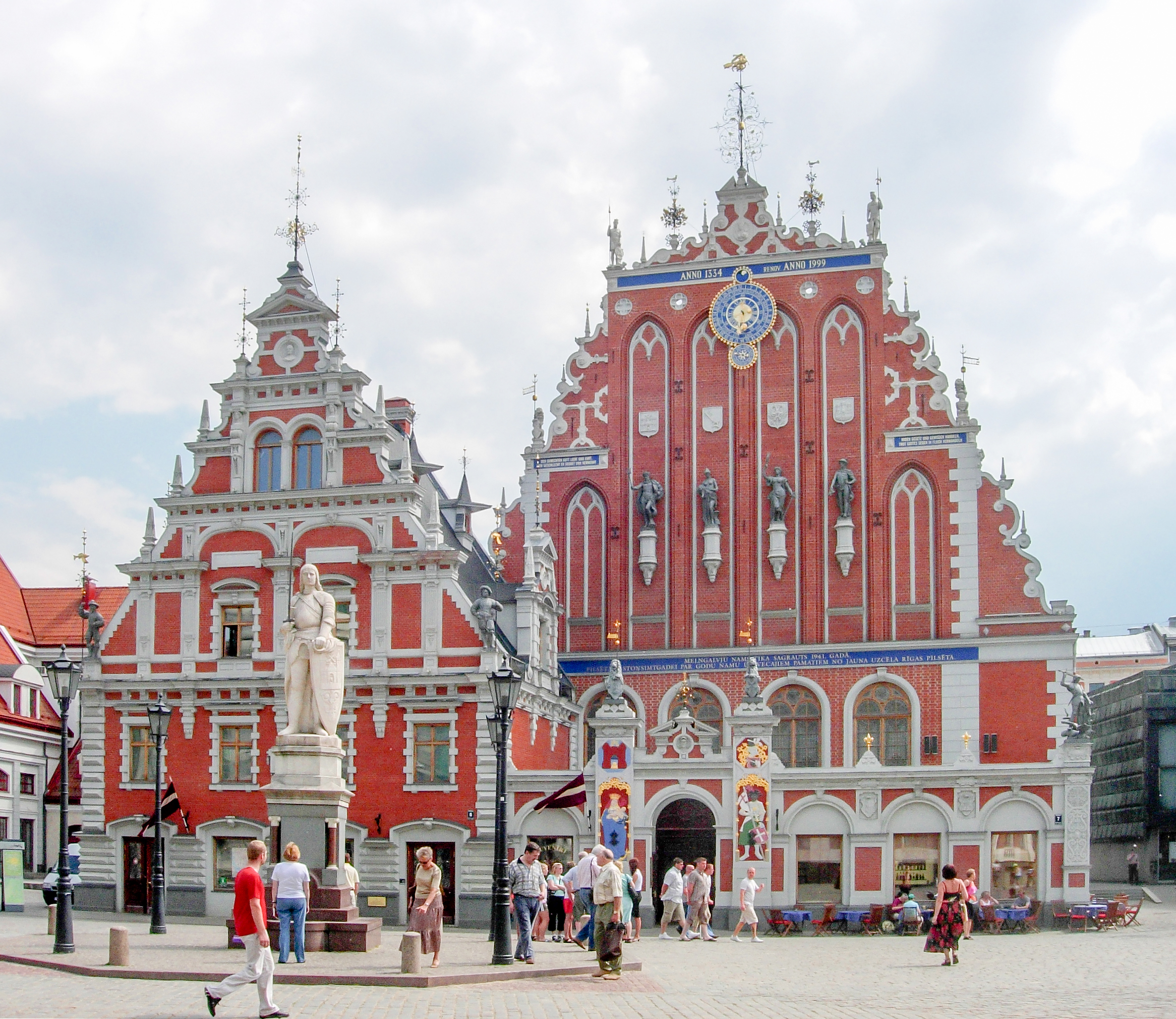
Будівля Братства чорноголових

Латиші воліли будувати будинки з дерева, зважаючи на велику кількість лісів. Як сільські будинки, так і фортеці (напр., Замок Арайши) будувалися повністю з дерева, і лише пізніше іноземці ввели моду на цегляну кладку.
Прекрасно збережений історичний центр Риги включений в список всесвітньої спадщини ЮНЕСКО.
Латвійські архітектори:
- Яніс-Фридрих Бауманіс
- Гунарс Біркертс
- Зане Калінка
- Ліа-Аста Кнаке
- Аусма Скуїня
- Марта Станя
- Кристофор Хаберланд

## Латвійська музика

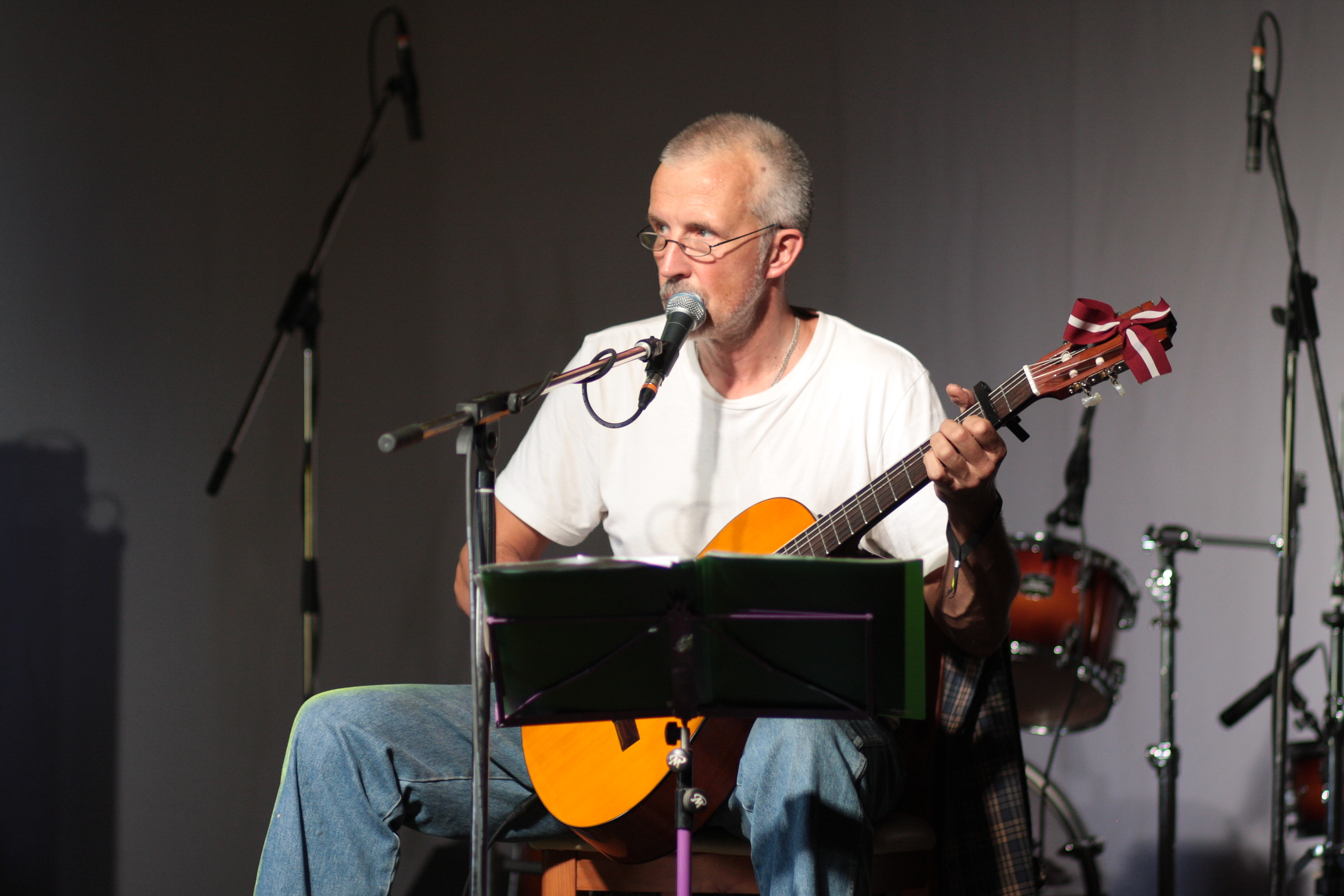
Каспар Дімітерс

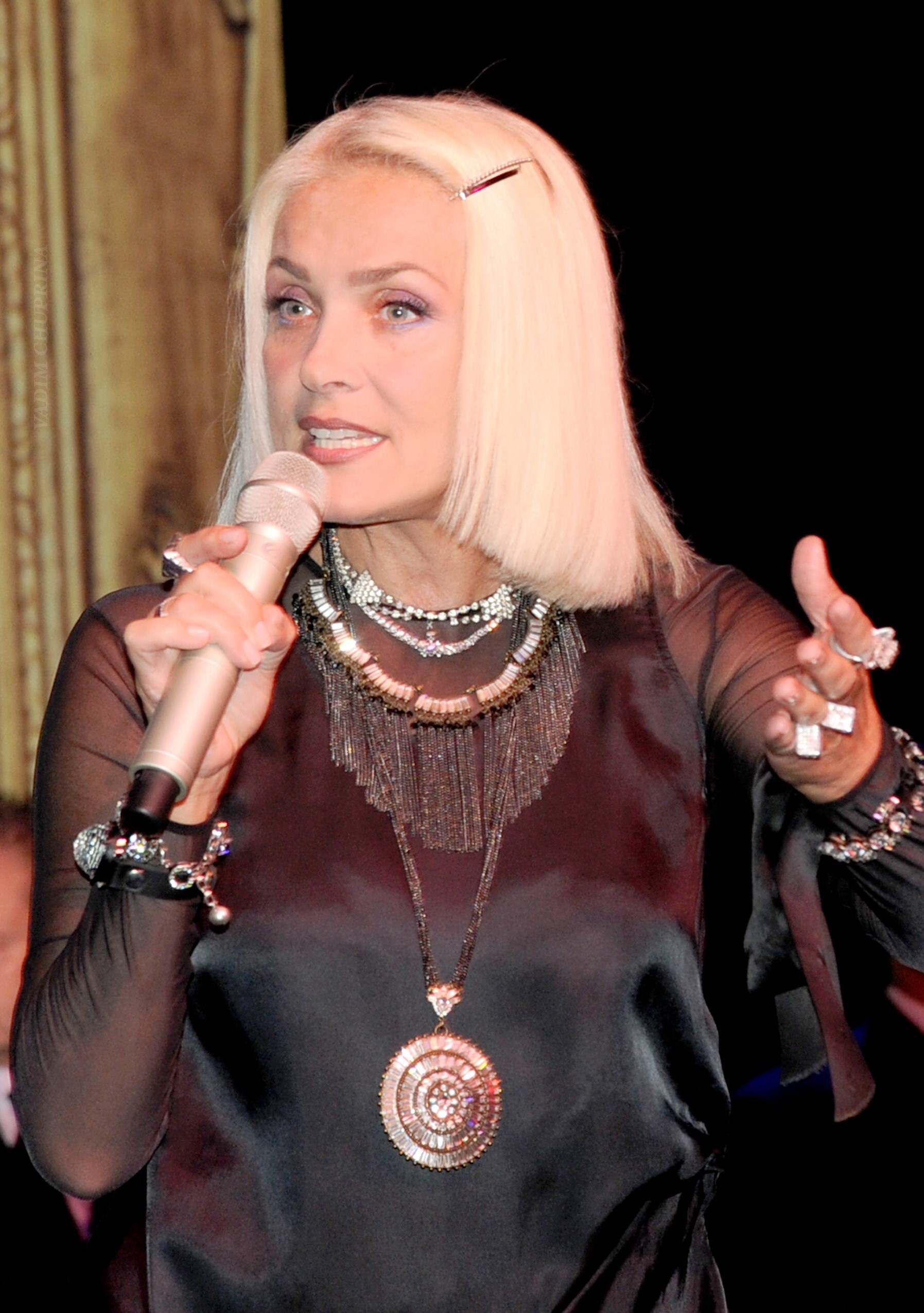
Лайма Вайкуле

Основна стаття: Латвійська музика.
Латвійська музика має давню традицію, і охоплює широкий спектр явищ від традиційної музики до сучасної академічної та популярної музичної сцени. До моменту завоювання території сучасної Латвії хрестоносцями (XIII століття), музична культура цього регіону була переважно народною. У XVII—XIX століттях музичне життя Латвії була тісно пов'язана з європейською культурою. Латиська національна музична школа почала формуватися у другій половині XIX століття. Музична освіта в Латвії XIX століття була доступна лише в семінаріях і декількох музичних школах, а для отримання повнішої освіти музиканти вирушали у західні країни або до Санкт-Петербургу. У ХХ столітті починається бурхливий розвиток музичної культури Латвії: будуються театри, будинки опери, музичні академії, філармонії. Сучасна Латвія — великий центр європейської музичної культури. У Ризі та інших містах регулярно проходять концерти найбільших світових музикантів, міжнародні музичні конкурси та фестивалі. Особливо відомі фестивалі в Юрмалі (Дзинтарі) і Сигулді.
Латвійські композитори:
- Карліс Аузанс
- Каспар ДімітерсПетеріс Васкс
- Язепс Вітолс
- Ромуальд Грінблат
- Каспар Дімітерс
- Емілс Дарзіньш
- Карліс Заріньш
- Емілс Зілбертс
- Яніс Іванов
- Альфред Калниньш
- Імантс Калниньш
- Алдоніс Калніньш
- Карліс Бауманіс
- Кублінський Олександр
- Яніс Лусенс
- Люція Гарута
- Раймонд Паулс
- Улдіс Стабулніекс
- Мартіньш Фрейманіс
- Юр'ян Андрій Андрійович

Латвійські співаки:
- Айно Баліня
- Нора Бумбіере
- Інтарс Бусуліс
- Валентина Бутане
- Лайма Вайкуле
- Маргарита Вілцане
- Еліна Гаранча
- Інесе Ґаланте
- Ояр Ґрінберґс
- Каспар Дімітерс
- Ральфс Ейландс
- Жермена Гейне-Вагнер
- Карліс Заріньш
- Мартс Крістіанс Калниньш
- Рамонс Кепе
- Гелена Козловска-Ерса
- Вікторс Лапченокс
- Арніс Медніс
- Робето Мелоні
- Мондрус Лариса Ізраїлівна
- Олґа Піраґс
- Олґа Раєцка
- Лауріс Рейнікс
- Жоржс Сіксна
- Улдіс Стабулніекс
- Саманта Тіна
- Мартіньш Фрейманіс
- Іґо Фомінс
- Юстс Сірмайс
- Aisha
- Anmary
- Marie N

## Латвійське образотворче мистецтво

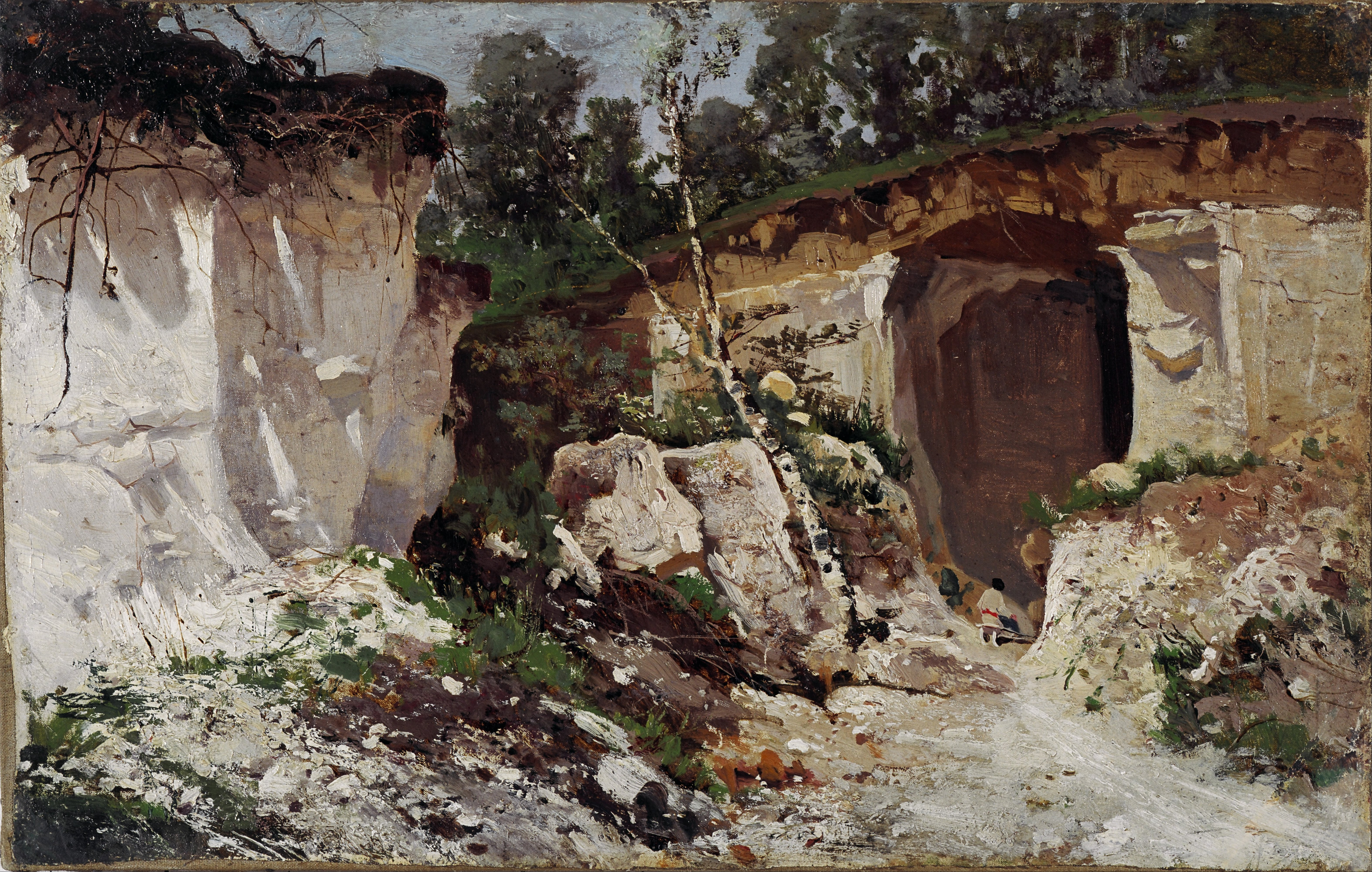
Картина Юлія Яновича (Іванович) Феддерса (1881)

Латвійські художники:
- Картина Юлія Яновича (Іванович) Феддерса (1881)Адамович Сергій Тадейович

- Аусекліс Баушкеніекс

- Вільгельм Пурвіт

- Древін Олександр Давидович

- Іґо (музикант)

- Валдіс Калнрозе
- Карліс Падегс

- Мара Заліте

- Ріхард Зариньш

- Тімм Василь Федорович

- Юлійс Федерс

- Яніс Розенталс
- Яніс Тільбергс

Латвійські графіки:
- Тімм Василь Федорович

## Латвійський театр
Див. також: Олексій Авечкін
Своїм витокам професійний латвійський театр завдячує так званому «першому пробудженню», коли перше покоління високоосвічених латишів заявило про свою національну та інтелектуальної ідентичності. Першим професійним латиським драматургом став Адольф Алунан, перша прем'єра п'єси якого відбулася у 1869 р. Ця подія стала підґрунтям Будинку ризького латиського суспільства, що став в майбутньому відомим культурним центром.
Спочатку латвійський театр перебував під впливом німецької школи з її гіперболізованими жестами і експресивними виразами облич. Згодом на зміну цьому стилю гри з Європи прийшла нова традиція натуралізму і символізму, а з Росії — принципи театральної постановки, драматичного дійства і акторської майстерності.

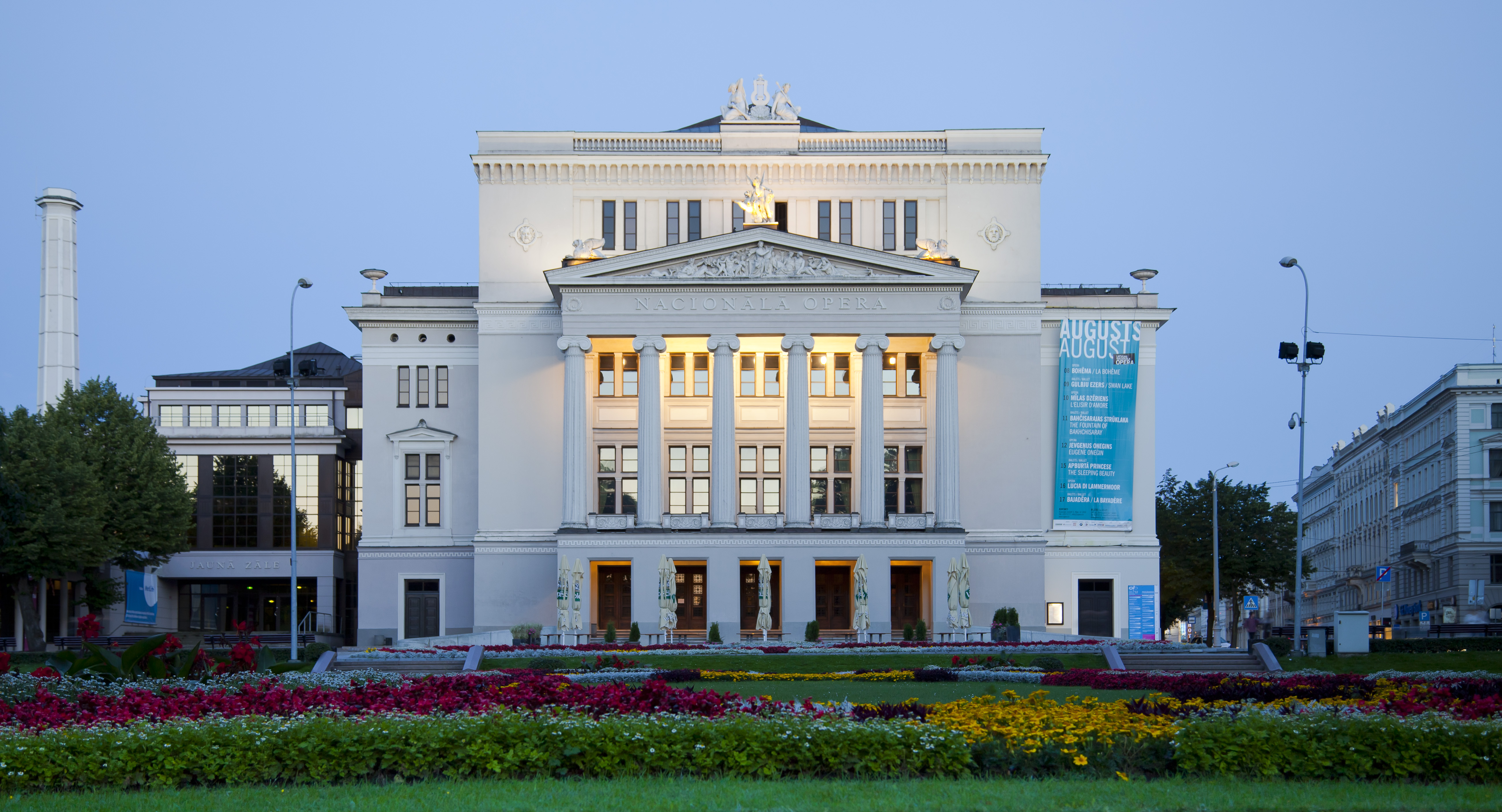
Латвійська національна опера

Найвідомішими драматургами кінця XIX — початку XX ст. були Рудольф Блауманіс, Райніс і Аспазія. У своїх п'єсах вони зображували історичні моменти для нації за участю міфологічних персонажів і сюжетів. У п'єсах Аспазії вперше зазвучали маніфести про права і свободи жінок. Успіх її п'єс знаменний і тим, що в Європі п'єси того часу, написані жінками, не отримували підтримки.
Після Другої світової війни латвійський театр перебував під ретельним наглядом і ідеологічним тиском радянських органів влади.
У 1960-х рр. латвійський театр став більш різностороннім, список режисерів поповнився молодими талановитими творчими працівниками. Серед них були Алфредс Яунушанс (Рига) і Ольгертс Кродерс (Валміера). У 1980-х Мара Кімеле, Адольф Шапіро та Карліс Аушкапс сприяли розвитку нових тенденцій.
Сьогодні багатство і різноманітність латвійської театрального життя забезпечується проведенням великої кількості фестивалів: «Homo Novus», «Homo Alibi», «The Latvian Theatre Showcase», «Skats», «Dirty Drama», «Time to Dance», «No-Mad-I».
Театри Латвії:
- Дзинтарі (концертна зала)
- Латвійська національна опера
- Латвійський національний театр

## Латвійський кінематограф
Кіностудії Латвії:
- Ризька кіностудія

## Латиська кухня
Основна стаття: Латиська кухня
Основу латиської національної кухні складають різні продукти землеробства: борошно, крупа (в першу чергу перлова), горох, боби, картопля, овочі, а також молоко і молочні продукти: кисле молоко, кефір, сир, сметана. З м'ясних продуктів найбільш споживана свинина, рідше яловичина, телятина, птах. Багато страв готуються з копченої чи солоної свинини і подаються на стіл з різноманітними овочевими гарнірами. Для приготування національних страв широко використовуються оселедець, кілька, салака.

## Латвійське радіо та телебачення

### Латвійське телебачення
Основна стаття: Латвійське телебачення

### Латвійське радіо

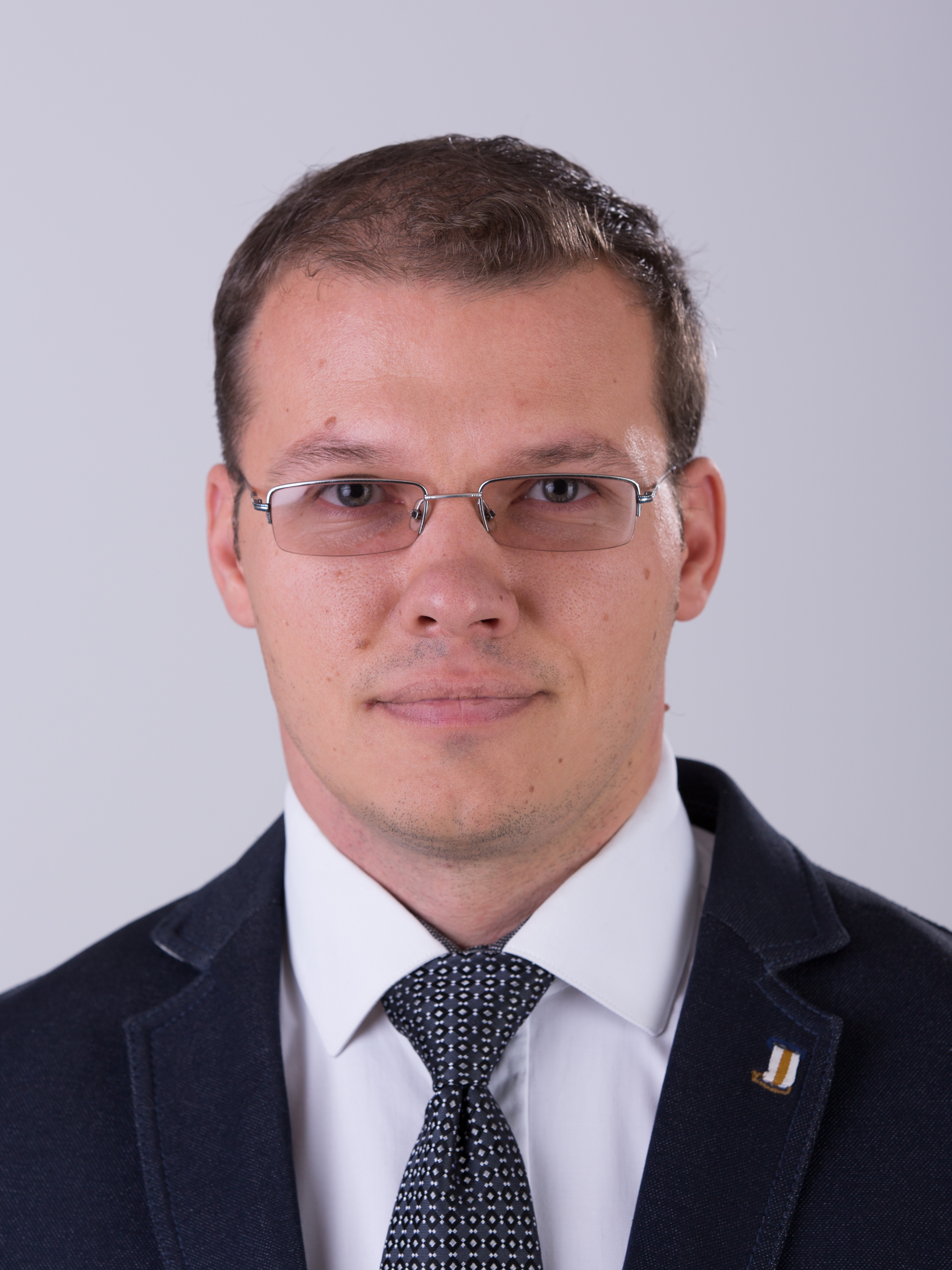
Райвіс Дзинтарс

Основна стаття: Латвійське радіо
Латвійські журналісти:
- Яніс Акменс
- Александрс Ґрінс
- Арону Матіс

- Вія Бейнерте
- Ґунтіс Береліс
- Рудольф Блауманіс

- Гончаренко Георгій Іванович

- Райвіс Дзинтарс
- Андрейс Дірікіс
- Бернгардс Дірікіс

- Каудзіте
- Марина Костенецка
- Улдіс Крастс

- Еґонс Лівс

- Петир Прінц

- Юрс Цибульс
- Гербертс Цукурс

- Яніс Принцис Старший